# 竹本雛太夫
竹本 雛太夫（たけもと ひなたゆう）は、義太夫節の太夫。代々不明な点が多い。

## 初代
後の2代目竹本内匠太夫。

## 3代目
後の5代目竹本住太夫？。

## 4代目
（明治4年9月1日（1871年10月14日） - 大正15年（1926年）8月13日）本名は浅野善五郎。
大阪市の生まれ、1891年6月に5代目竹本組太夫に入門し組栄太夫。1894年に4代目雛太夫を襲名。

## 5代目
竹本雛太夫 (5代目)の項参照。